# 藤井日菜子
藤井 日菜子（ふじい ひなこ、1973年11月10日 -）は、日本のテレビ・ラジオ番組のパーソナリティー、リポーター、
イベントMC。松竹新喜劇の舞台などにも出演している。大阪府出身。関西地方を中心に活動している。松竹芸能所属。

## 人物
趣味は温泉（スーパー銭湯）巡り。特技はピアノの演奏で、絶対音感を持っているとされている。
『コンビニTV TKOのおきて』（KBS京都）水曜日にデビュー。TKOの2人との体を張ったコーナーに出演した。

## 出演中の番組

### テレビ番組
- ゆうドキッ! 水曜日（奈良テレビ）
- 街角ほっとらいん（J:COM）
- 情報チップス！ロカ☆ナビ（J:COM）
- 美的空間住まいるNavi（J:COM）※不定期出演
- きらめき大津（KBS京都）
- ウォーキンGOOD！（eo光テレビ）びわ湖放送は2013年3月終了

### ラジオ番組
- 遊・わ〜く・ウィークリー(ラジオ関西)

## 過去の出演番組
- 謎の処方箋 コントS錠（関西テレビ）
- ごきげん☆ちゃんぷる～（高槻CATV）
- ロケしましょ（ケーブルテレビ神戸）
- 名水百選ぶらり旅（スカイ・A）
- 走る男女子部（KBS京都）
- コンビニTV TKOのおきて（KBS京都）
- らくらぶ。（KBS京都）
- ハッピーシニアライフ（KBS京都）
- 玉井公造のハッピー大人塾（KBS京都）
- 北村謙のハッピー大人塾（KBS京都）
- 京都ふらりー（KBS京都）
- ゆうドキッ!（奈良テレビ）月末・木曜日
- ざっくばらん（奈良テレビ）
- いつもどこかで（奈良テレビ）
- まちかどヒルズ（奈良テレビ）
- 科学実験教室　サイエンスラボ（奈良テレビ）
- ほんまもん!原田年晴です（ラジオ大阪。現在でも中継レポーターとして不定期で出演中。）
- 日菜子のピットインスマイル（ラジオ大阪）
- ときめき滋賀'S（びわ湖放送）原田伸郎
- 原田伸郎の旅しま選科（サンテレビ・KBS京都）提供:JTB旅物語
- ほし☆おび（MBS）
- 熟メン!野村啓司です（ラジオ大阪、2016年3月1日） - インフルエンザでダウンした事務所の同僚・小川恵理子の代役として出演。

その他多数